# Sofia Alves
Sofia Alexandra Pereira Alves Soares (Luanda, 25 de Setembro de 1973) é uma atriz portuguesa.

## Biografia
Sofia Alexandra Pereira Alves Soares, nasceu no dia 25 de Setembro de 1973, em Luanda.
Ainda jovem, em 1993, apareceu no cinema pelas mãos do realizador Manoel de Oliveira — teve uma participação no filme Vale Abraão, adaptado da obra homônima de Agustina Bessa Luís. Interpretava Lolota, filha de Ema, a bovarinha portuguesa e protagonista do filme, e de Carlos, personagens interpretadas por Leonor Silveira e Luís Miguel Cintra, respectivamente. Voltaria a trabalhar com o mestre Oliveira em A Caixa, adaptado da peça de teatro de Prista Monteiro e rodado em 1994, onde interpreta a prostituta. De resto, voltaria ao cinema pela mão de João Mariana Grilo, no filme 605 Forte, e com Joaquim Gouveia, em Um Piscar de Olhos.
No teatro, inicia o seu percurso com participações esporádicas, integrando o elenco das peças O Dia Seguinte, de Luiz Francisco Rebello no Teatro da Trindade; A Educação de Rita, de Willy Russel, encenação de Celso Cleto no Casino Estoril, Socorro! Estou grávida, com o mesmo encenador, interpretando textos de Inês Pedrosa sobre aborto.
Estreia-se na televisão em 1993, com a telenovela da RTP1, A Banqueira do Povo. Na RTP seguem-se outras novelas e séries, como Na Paz dos Anjos (1993), Desencontros (1994), Vidas de Sal (1996), Filhos do Vento (1996), Ballet Rose (1998) ou Os Lobos (1998).
Em 1998, fez o seu primeiro trabalho na SIC na série Senhores Doutores e, em 1999, no mesmo canal, foi a grande protagonista de Jornalistas.
Muda-se para a TVI, em 2001, onde começou por protagonizar a novela Olhos de Água.
Já com alguns anos de trabalho ligado exclusivamente à representação, estreou-se como apresentadora em 2002, com o programa As Manhãs de Sofia, apresentado a solo pela própria, no formato de day time, nas manhãs da TVI.
Protagonizou e antagonizou diversas produções de ficção da TVI, como A Joia de África (2002), O Teu Olhar (2003), Fala-me de Amor (2006), Ilha dos Amores (2007) ou Flor do Mar (2008).
Em 2008, subiu ao palco com a peça Boa Noite, Mãe, ao lado de Manuela Maria que percorreu o país durante 2 anos com uma grande digressão nacional, em 2008.  Seguiu-se Sabina Freire, para as comemorações dos 100 anos da República, com o alto patrocínio do Presidente da República Aníbal Cavaco Silva, espectáculo esse que esteve mais uma vez em cena no Teatro de Belas Artes em Madrid, com aplausos da crítica e do público. Após um interregno de três anos, regressa aos palcos com A Casa do Fim da Linha do dramaturgo Celso Cleto.
Um dos marcos da sua carreira foi a personagem Hortense, em Remédio Santo (2011/12, TVI), foi um papel de tal forma marcante que o público atribuiu à atriz o Troféu TV7 Dias de Melhor Actriz Principal em 2011. Em 2013, foi a vilã da novela Destinos Cruzados e, em 2014, protagonizou a telenovela Mulheres. Em 2016, fez o seu último trabalho na TVI, com uma participação especial na série juvenil Massa Fresca.
Nos últimos anos tem-se dedicado exclusivamente ao teatro, onde realizou uma grande digressão internacional em Espanha com a peça Freno de mano que estreou em Agosto de 2018 em Bilbao no prestigiado teatro Euskalduna, paralelamente com o espetáculo Porta com Porta, ao lado de João de Carvalho, que estreou em 2017. Seguem-se as peças Mariana Alcoforado (2019), A Loja de Ouvires (2020), Um Amor de Família (2022) e Amigos Com Benefícios (2024/2025).
Depois de quatro anos afastada da televisão, em 2021, é contratada pela SIC, regressando assim ao canal 22 anos depois. No regresso à estação do Grupo Impresa, começou por interpretar a grande vilã Carlota Pereira Espinho na novela A Serra. Ultimamente tem sido uma das atrizes mais requisitadas do canal, protagonizando a novela Sangue Oculto, em 2022 e A Promessa, em 2024.
Em 2024, foi homenageada no Passeio da Fama com o seu nome inscrito na calçada portuguesa.

## Vida pessoal
A atriz teve uma relação de três anos com Pedro Esteves, da qual nasceu o seu único filho, Guilherme, em 2002.
É casada, desde 2007, com o encenador Celso Cleto.

## Televisão
| Ano         | Projeto                         | Papel                    | Notas                 | Canal |
| ----------- | ------------------------------- | ------------------------ | --------------------- | ----- |
| 1993        | A Banqueira do Povo             | Lena Moreira             | Elenco Principal      | RTP1  |
| 1993 - 1994 | Na Paz dos Anjos                | Dora Maria Mota Costa    | Elenco Principal      | RTP1  |
| 1994 - 1995 | Desencontros                    | Ana Serpa                | Elenco Principal      | RTP1  |
| 1995        | Primeiro Amor                   | Catarina Matos           | Participação Especial | RTP1  |
| 1995        | Aquela Cativa Que Me Tem Cativa | Aia                      | Participação Especial | RTP1  |
| 1996        | Vidas de Sal                    | Mafalda Fragoso          | Elenco Principal      | RTP1  |
| 1996 - 1997 | Filhos do Vento                 | Lurdes                   | Elenco Principal      | RTP1  |
| 1996 - 1997 | Sim Senhor Ministro             | Sara                     | Elenco Principal      | RTP1  |
| 1998        | Ballet Rose                     | Laura                    | Protagonista          | RTP1  |
| 1998        | Os Lobos                        | Sabrina Venâncio         | Co- Protagonista      | RTP1  |
| 1998        | Senhores Doutores               | Luísa                    | Elenco Principal      | SIC   |
| 1999 - 2000 | Jornalistas                     | Clara                    | Elenco Principal      | SIC   |
| 2000 - 2001 | Conde de Abranhos               | Virgínia Amado Abranhos  | Elenco Principal      | RTP1  |
| 2001        | Olhos de Água                   | Luísa Negrão             | Protagonista          | TVI   |
| 2001        | Olhos de Água                   | Leonor Serra             | Protagonista          | TVI   |
| 2002        | As Manhãs de Sofia              | Ela Própria              | Apresentadora         | TVI   |
| 2002 - 2003 | A Joia de África                | Joana Figueiredo         | Protagonista          | TVI   |
| 2003 - 2004 | O Teu Olhar                     | Margarida Alves Monteiro | Protagonista          | TVI   |
| 2006        | Fala-me de Amor                 | Sara Botelho             | Antagonista           | TVI   |
| 2007        | Ilha dos Amores                 | Clara Machado da Câmara  | Protagonista          | TVI   |
| 2008 - 2009 | Flor do Mar                     | Ana Maria Torres         | Protagonista          | TVI   |
| 2010        | 37                              | Helena                   | Protagonista          | TVI   |
| 2011        | Sedução                         | Ela Própria              | Participação Especial | TVI   |
| 2011 - 2012 | Remédio Santo                   | Hortense Monforte        | Elenco Principal      | TVI   |
| 2013 - 2014 | Destinos Cruzados               | Isadora Belmonte         | Co- Antagonista       | TVI   |
| 2014 - 2015 | Mulheres                        | Mariana Fonseca          | Protagonista          | TVI   |
| 2016        | Massa Fresca                    | Inês Castro Elias        | Participação Especial | TVI   |
| 2021 - 2022 | A Serra                         | Carlota Pereira Espinho  | Antagonista           | SIC   |
| 2022 - 2023 | Sangue Oculto                   | Teresa Batista           | Protagonista          | SIC   |
| 2024 - 2025 | A Promessa                      | Maria Rocha              | Protagonista          | SIC   |

## Teatro
| Ano         | Título                  | Ref.   |
| ----------- | ----------------------- | ------ |
| 1995        | O Dia Seguinte          |        |
| 2003        | A Educação de Rita      | [ 2 ]  |
| 2005        | Socorro! Estou grávida! |        |
| 2006        | Crise dos 40...         |        |
| 2008        | Boa Noite Mãe           | [ 38 ] |
| 2009        | Hedda Gabler            | [ 39 ] |
| 2013        | A Casa do Fim da Linha  |        |
| 2015        | Uma Casa Perto da Praia | [ 40 ] |
| 2016        | A Dama das Camélias     | [ 41 ] |
| 2017 / 2020 | Porta com Porta         |        |
| 2018 / 2019 | Freno de Mano           |        |
| 2019        | Mariana Alcoforado      |        |
| 2020        | A Loja de Ouvires       |        |
| 2022        | Um Amor de Família      | [ 42 ] |
| 2024        | Amigos com Benefícios   |        |

## Cinema
| Ano  | Filme              |
| ---- | ------------------ |
| 1993 | Vale Abraão        |
| 1994 | A Caixa            |
| 1996 | Party              |
| 1998 | Piscar de Olhos    |
| 2001 | 451 Forte          |
| 2017 | O Fim da Inocência |

## Prémios e nomeações
-Prémios:
- Prémio Revista Lux, Melhor Atriz de Teatro 2006 (Ana, Socorro Estou Grávida, encenação de Celso Cleto);
- Troféus TV7 Dias 2011, Melhor atriz de Série (Helena Bastos, 37, TVI);[43]
- Prémio Revista Lux "Personalidade Feminina 2011", Categoria Televisão/Ficção (Hortense Monforte, Remédio Santo, TVI)
- Troféus TV7 Dias 2012, Melhor Atriz Principal de Novela (Hortense Monforte, Remédio Santo, TVI)[44]
- Troféus TV7 Dias 2013, Melhor Atriz Principal de Novela (Hortense Monforte, Remédio Santo, TVI)
- Prémio Personalidade Feminina na Categoria Televisão (Ficção) Revista Lux , 2012
- Prémio Distinção Personalidade do Ano/Cultura - Baile da Rosa, 2013
- Troféus TV7 Dias 2015, Melhor Atriz Principal de Novela  (Mariana Fonseca-Mulheres TVI)
- homenagem com o seu nome no passeio da fama em Portugal,2019

-Nomeações:
- Globos de Ouro 2001, Melhor Atriz do ano em televisão (Luísa/Leonor, Olhos de Água, TVI);
- Globos de Ouro 2002, Melhor Atriz do ano em televisão (Luísa/Leonor, Olhos de Água, TVI);
- Globos de Ouro 2003, Melhor Atriz do ano em televisão (Joana, Jóia de África, TVI);
- Prémios TV7 Dias 2009, Melhor Atriz Principal de Novela (Ana Maria Torres, Flor do Mar, TVI)
- Prémios de televisão Troféus TV7Dias 2013,Melhor atriz de elenco principal (Isadora Belmonte- destinos cruzados TVI)